# Nagios
Nagios és un sistema de monitoratge d'equips i serveis de xarxa, escrit en C i sota llicència GNU General Public License versió 2 que permet tenir un complet control de la disponibilitat de serveis, processos i recursos d'equips informant a l'administrador dels problemes abans inclús que els usuaris s'adonin de forma que es pot actuar de forma pro-activa. Inicialment es va anomenar Netsaint, nom que va haver de canviar per coincidència amb una altra marca, va ser creat i actualment mantingut per Ethan Galstad juntament amb un grup de desenvolupadors de programari que mantenen diversos plugins. Nagios va ser dissenyat per a ser executat en Linux tot i que també s'executa en diferents variants de Unix.